# Eric McPherson
Eric McPherson (1911-Sídney, julio de 1997) fue un piloto australiano, que compitió en el Campeonato del Mundo de Motociclismo, desde 1949 hasta 1950.
Eric McPherson fue el primer australiano en competir en la II Isla de Man después de la Segunda Guerra Mundial. Fue piloto de fábrica de AJS y uno de los primeros en pilotar la nueva AJS 7R "Boy Racer" de 350cc. Durante las sesiones de entrenamiento, se rompió un hueso en la parte baja de la espalda, lo que lo obligó a terminar su temporada antes de tiempo. En 1949, cuando nació el Campeonato del Mundo de Motociclismo, pilotó de nuevo para AJS. Con su Boy Racer acabó undécimo en la Junior TT, pero con la misma máquina también acabó decimocuarto en Senior TT. En este primer campeonato del mundo terminó cuarto en la categoría general de 350 cc. En 1950, compitió en algunas carreras del Campeonato del Mundo con AJS tanto en 350 como en 500cc, aunque también usó una Norton Manx.
Después de la temporada, McPherson, como la mayoría de sus compatriotas, viajó de regreso a Australia para correr allí también. Después de un accidente en el circuito de Bathurst a principios de 1951 decidió poner fin a su carrera. Eric McPherson murió en Sídney en julio de 1997 a la edad de 86 años.

## Resultados en el Campeonato del Mundo
Sistema de puntuación en 1949:
| Posición | 1.º | 2.º | 3.º | 4.º | 5.º | Vuelta rápida |
| Puntos   | 10  | 8   | 7   | 6   | 5   | 1             |

Sistema de puntuación desde 1950 hasta 1968:
| Posición | 1.º | 2.º | 3.º | 4.º | 5.º | 6.º |
| Puntos   | 8   | 6   | 4   | 3   | 2   | 1   |

### Carreras por año
Carreras en cursiva indica vuelta rápida)
| Año  | Cat.  | Moto | 1       | 2       | 3      | 4      | 5     | 6     | Pts. | Pos. |
| ---- | ----- | ---- | ------- | ------- | ------ | ------ | ----- | ----- | ---- | ---- |
| 1949 | 350cc | AJS  | IOM 11  | SUI -   | NED 5  | BEL 5  | ULS 4 |       | 16   | 4.º  |
| 1949 | 500cc | AJS  | IOM 14  | SUI -   | NED -  | BEL -  | ULS - | NAT - | 0    | –    |
| 1950 | 350cc | AJS  | IOM Ret | BEL 8   | NED 19 | SUI 16 | ULS 4 | NAT - | 3    | 12.º |
| 1950 | 500cc | AJS  | IOM 14  | BEL Ret | NED 5  | SUI -  | ULS - | NAT - | 2    | 14.º |